# Heald Green
Heald Green – osada w Anglii, w hrabstwie Wielki Manchester, w dystrykcie metropolitalnym Stockport. W 2011 miejscowość liczyła 12 440 mieszkańców.